# Mörschwang
Mörschwang – gmina w Austrii, w kraju związkowym Górna Austria, w powiecie Ried im Innkreis. Według Austriackiego Urzędu Statystycznego liczyła 322 mieszkańców (1 stycznia 2015).